# کلیسای اپیسکوپال (ایالات متحده آمریکا)
کلیسای اسقفی یا اِپیسکوپِیلیِن (کلیسای پروتستان اسقفی در ایالات متحده آمریکا) (به انگلیسی: The Episcopal Church) یک مذهب مسیحی خط اصلی آنگلیکن است که عمدتاً در ایالات متحده، هوندوراس، تایوان، کلمبیا، اکوادور، هاییتی دومینیکن، ونزوئلا، جزایر ویرجین بریتانیا و بخشهایی از اروپا یافت می‌شود. ۲٬۱۲۵٬۰۱۲ نفر تا سال ۲۰۱۰ به‌طور اسقفی غسل تعمید داده شده بودند.